# Tinicephalus hortulanus
Tinicephalus hortulanus – gatunek pluskwiaka z podrzędu różnoskrzydłych i rodziny tasznikowatych (Miridae). Jedyny polski przedstawiciel rodzaju Tinicephalus.

## Budowa ciała
Owad ma ciało długości od 3,5 do 4,2 mm o kształcie owalnie wydłużonym. Ubarwione jest od zielonkawego przez zielonkawożółty do żółtawego. Odnóża i czułki barwy jasnej.

## Tryb życia
Pluskwiak ten jest ciepłolubny i występuje na murawach kserotermicznych. Związany jest z roślinami z rodzaju Helianthemum. Imagines pojawiają się od czerwca do lipca. Zimują jaja. Posiada jedno pokolenie rocznie.

## Występowanie
Owad ten występuje w większej części Europy oraz w Maroku, Algierii, krajach kaukaskich i Turcji. W Polsce głównie na południu kraju.